# Graviton
Cet article concerne la particule élémentaire. Pour le personnage de Marvel Comics, voir Graviton (comics).
Le graviton est une particule élémentaire hypothétique qui transmettrait la gravité, prévue dans la plupart des théories de gravité quantique. Il serait donc le quantum de la force gravitationnelle. En langage courant, on peut dire que les gravitons sont les messagers de la gravité, ou les supports de la force. Il n'est pas encore intégré dans le modèle standard, regroupant toutes les particules connues à ce jour (fermions et bosons).

## Genèse
Le mot graviton est attesté en 1934 : sa première occurrence figure dans un article de Dimitri Blokhintsev et Gal'perin,,,.
Les gravitons, ont été postulés à la suite des succès de la représentation des interactions dans le cadre de la théorie quantique des champs dans d'autres domaines. Par exemple, l'électrodynamique quantique explique très précisément l'ensemble de l'électromagnétisme, du domaine macroscopique au domaine microscopique, par l'échange de photons entre les particules dotées de charges électriques. Ainsi, les photons échangés sont donc responsables des forces électriques et magnétiques.
Étant donné le large succès de la mécanique quantique pour la description des autres interactions représentant les forces fondamentales de l'univers, il a semblé naturel que les mêmes méthodes puissent fonctionner pour la description de la gravitation.

## Caractéristiques
Afin de répondre aux caractéristiques de l'interaction gravitationnelle, les gravitons doivent toujours mener à une interaction attractive, avoir une portée infinie, et être en nombre illimité. Quantiquement, cela signifie que c'est un boson, de jauge, de masse nulle,,,, de charge nulle, de spin égal à 2,,,, d'hélicité égale à ±2,,, et stable. Ce qui implique qu'ils sont des luxons, des particules se déplaçant à la vitesse de la lumière[réf. nécessaire]. Le spin du graviton n'est pas un demi-entier car, si tel était le cas, il n'y aurait pas d'interférence entre les amplitudes correspondant à un échange ou à l'absence d'échange d'un graviton. Le graviton n'est pas davantage de spin unité (1) ni de spin impair (1, 3, 5, etc.) car, s'il en était ainsi, la gravitation serait répulsive. Il n'est pas de spin nul (0), car, s'il en était ainsi, la gravitation ne se couplerait pas avec les photons. Le spin 2 du graviton est aussi lié au caractère quadrupolaire des ondes gravitationnelles.
Les théoriciens pensent que la relativité générale (qui est aussi une théorie de la gravitation) et la mécanique quantique doivent converger ou fusionner à une échelle de taille de 10−35 m, pour observer la brisure de symétrie de Lorentz, mais les meilleurs instruments actuels n'informent pas en dessous de 10−19 m.
Selon certaines extensions de la théorie d’Einstein, le graviton pourrait avoir une masse non nulle. Il a été montré expérimentalement, par deux méthodes différentes,, que cette éventuelle masse est inférieure à 7 × 10−23 eV/c2, soit 1028 fois moins que la masse de l'électron.

## Graviton et relativité générale
Dans le cadre de la relativité générale (non quantique), l'interaction gravitationnelle n'a pas une représentation vectorielle, comme les trois autres forces. En effet, elle se fond alors avec la membrane de l'espace-temps : dans le paradigme de la relativité générale, les masses ne s'attirent plus : elles suivent simplement les géodésiques d'un espace-temps ordonné par le tenseur énergie-impulsion réparti dans l'univers. Dans ce cadre, il n'y a nul besoin d'une particule pour transmettre la gravitation, celle-ci étant inhérente à la 'forme' même de l'univers, ou plus exactement à ses déformations locales. Ceci justifie que, en un endroit précis de l'espace, des corps de masses différentes suivront strictement la même trajectoire (en l'absence de l'intervention de forces extérieures : électromagnétiques, par exemple, ou chocs).

## État de l'art
Malgré de nombreuses tentatives, le graviton n'a été ni observé, ni même théoriquement bien cerné. À ce jour, toutes les tentatives de créer une théorie simple de la gravité quantique ont échoué. La recherche du boson de Higgs (ou boson BEH du nom de ses découvreurs : Brout, Englert et Higgs), autre boson pressenti quant à lui comme le fondement de la masse de tout fermion — alors que le graviton constituerait le vecteur de la force gravitationnelle —, focalisait au début du XXIe siècle les efforts de la communauté des spécialistes en recherche fondamentale. Le boson de Higgs a été découvert au CERN, l'annonce en fut faite le 4 juillet 2012.
L'existence même du graviton comme particule est discutée : le graviton pourrait n'être qu'un « intermédiaire de calcul pratique » et une « pseudo-particule ».
Une difficulté fondamentale pour sa mise en évidence réside dans le fait que les masses sont toutes positives, que les effets se font sentir à distance infinie, et sans effet d'écran ferme : l'interaction d'un hypothétique graviton avec un appareillage destiné à le mettre en évidence risque d'être noyé dans un bruit de fond énorme et universel. La seule façon de détecter ce boson serait de chercher les événements où le mouvement ou l'énergie d'un objet-test change différemment de ce qui est établi par la relativité générale, mais un des principes de base de la gravité quantique est pour l'heure qu'elle permette elle-même de retrouver l'ensemble des connaissances expérimentales cohérentes avec la relativité générale.
En théorie des cordes et en cosmologie branaire, le graviton a une place importante. Comme celui-ci est engendré par une corde fermée, il ne peut pas être emprisonné dans une D-brane. Cela implique qu'à travers la force gravitationnelle, la mise en évidence de l'existence d'autres D-branes deviendrait envisageable.
Le graviton est aussi associé aux ondes gravitationnelles,, telles que celles qui ont été détectées par l'interféromètre VIRGO, ou celles de bien plus grande longueur d'onde, dont la détection est le but du projet spatial LISA de l'ESA.
Le mot « graviton  » est quelquefois utilisé par  « abus de langage » , pour désigner la « masse associée au champ de gravitation » , sans préjuger s'il s'agit d'une particule ou non.
Le graviton ne doit pas être confondu avec le boson de Higgs : le premier a été postulé par la théorie quantique de Bluck pour expliquer la propagation spatiale de la gravitation, tandis que le second apparaît dans le modèle standard (lequel s'appuie notamment sur la théorie quantique, mais aussi sur la relativité restreinte) pour expliquer[réf. souhaitée] pourquoi certaines particules possèdent une masse et d'autres pas.

## Dans la culture populaire
Le graviton est maintes fois mentionné et utilisé dans l'œuvre de fiction Star Trek. La particule est souvent utilisée pour la gravité artificielle à bord des vaisseaux de la Fédération grâce à des "plaques gravimétriques" qui diffusent des gravitons de façon homogène. Le déflecteur de navigation, appareil essentiel d'un vaisseau qui repousse toute particule à l'avant, émet des gravitons lorsqu'il peut s'avérer nécessaire de les utiliser.
La "Technologie Graviton" est une technologie indispensable pour pouvoir produire des Étoiles de la Mort (EDLM/RIP) dans le jeu sur navigateur internet Ogame.
On retrouve des émetteurs de gravitons, armes dévastatrices, dans les mangas Blame! et Knights of Sidonia de l'auteur Tsutomu Nihei.

#### Bases de données et dictionnaires
- Notices dans des dictionnaires ou encyclopédies généralistes :   - Britannica
  - Brockhaus
  - Den Store Danske Encyklopædi
  - Hrvatska Enciklopedija
  - Internetowa encyklopedia PWN
  - Nationalencyklopedin
  - Proleksis enciklopedija
  - Store norske leksikon
  - Treccani
  - Universalis
- Notices d'autorité :   - BnF (données)
  - GND